# Sexênio Revolucionário
O Sexênio (português brasileiro) ou Sexénio (português europeu) Revolucionário ou Democrático é o período da história espanhola decorrido entre o triunfo da revolução de setembro de 1868 e o pronunciamento de dezembro de 1874, que marca o início da etapa conhecida como Restauração Bourbônica.
Na atividade política desse período, participam quatro blocos políticos – unionistas, progressistas, democratas e republicanos – cujo campo de ação intervêm, também, no movimento operário e na questão de Cuba, que foi iniciada nessa época.
O processo político dos seis anos de crise revolucionária pode dividir-se em três etapas:
- Monarquia constitucional;
- República federal;
- República unitária e presidencialista.

Depois dessas três etapas, a situação política do país desembocaria-se na Restauração Bourbônica.

## A revolução de 1868

### As causas da revolução
Espanha vivia uma conjuntura de crise econômica e política nos últimos anos do reinado isabelino. Uma grave crise econômica em 1866, financeira, agrária e industrial, à qual somava o deterioro do sistema político.
a) A crise financeira surgira quando a baixa rentabilidade da ferrovia provocara a quebra de numerosos bancos e empresas (de 21 bancos, fecharam 6). Por outro lado, o endividamento do Estado obrigou a aumentar a pressão fiscal.
b) A crise agrária de subsistência. A seca e as más colheitas provocaram carestia e fome entre a população.
c) A crise industrial. O afundamento da indústria têxtil na Catalunha foi devido à subida dos preços do algodão, importado dos Estados Unidos num momento de conflito interno (a guerra de Secessão). Também influiu o descenso da demanda têxtil na Espanha.
d) A crise política devida ao deterioro e crise do sistema isabelino, é devido a uns governos em mãos dos moderados, acusados de corrupção, despotismo e imoralidade. Foram incapazes de solucionar os problemas da Espanha e aceitar uma alternância no poder com os progressistas.
Também influiu a impopularidade da rainha Isabel ao se rodear na Corte de personagens pitorescos (o seu confessor o padre Claret, sor Patrocínio, monja milagreira com chagas ou estigmas, e de amigos do rei consorte Francisco de Assis) e a derrota na Guerra Hispano-Sudamericana.
A crise econômica geral acelerou o deterioro político dos moderados. O governo devia enfrentar-se com vários grupos hostis, como os investidores, que queriam salvar o seu patrimônio; os industriais, que precisavam maior protecionismo; e os camponeses e operários, que não queriam passar fome. Frente da falta de resposta do governo ocorreram vários alçamentos violentos, entre os que está o dos Sargentos no Quartel de São Gil, que foi reduzido por O'Donnell. Essa demonstração exagerada de força custou o emprego a O'Donnell, que foi substituído por Narváez e depois por González Bravo, que estabeleceu uma ditadura civil na que governava por decretos, já que as Cortes permaneciam fechadas e não tinha oposição parlamentar. As forças políticas excluídas, progressistas e democratas, optaram pela conspiração ao não poder apresentar oposição legal. Neste caso, enfrentavam-se com o governo bem como com a rainha Isabel II. O lema dos progressistas era "Coroa, conselheiros e apoios". 
Com a ideia desta revolução criou-se em agosto de 1866 uma plataforma antigoverno chamada o Pacto de Ostende. Num primeiro momento os assinantes do pacto foram os progressistas e os democratas exilados, que visavam movimentar uma revolução na Espanha desde o estrangeiro para acabar com Isabel II. Uma vez conquistado o poder formariam umas Cortes constituintes que estabeleceriam a forma de governo desde então: monarquia ou república. Posteriormente unem-se ao Pacto membros da União Liberal após a morte de O'Donnell em 1867, o qual representa o triunfo da revolução. Os unionistas levam consigo um grande número de altos cargos militares, como o general Serrano.

### Estouro da revolução
Nesta situação estourou a revolução de 1868 ou de La Gloriosa. A cidade de Cádis voltava a ser origem de uma revolução, já que a 19 de setembro de 1868 o brigadier Topete encabeçara um alçamento após ter-se posto no comando da frota fundeada em Cádis. Os sublevados difundem um manifesto intitulado "Espanha com honra", no que expunham as razões do seu levantamento, que eram a demanda de reformas políticas. No manifesto pediam que, após se exilar a rainha, fosse estabelecido um novo governo sem exclusão de partidos. 
A seguir o general Prim uniu-se a Topete e ambos tomaram o controlo de Cádis. Logo buscaram o apoio em outras cidades como Sevilha, Córdova, Barcelona, Huelva, etc. Formaram-se Juntas Provinciais que se encarregaram de mobilizar a população mediante promessas de sufrágio universal, de eliminação de impostos, do fim do recrutamento forçoso e de uma nova constituição. Nas cidades, as Juntas revolucionárias, formadas por democratas e progressistas, assumiram o poder. 
Finalmente, o governo e a rainha ficaram sem apoios, o que facilitou o triunfo da revolução na batalha de Alcolea a 28 de setembro de 1868. O Governo demitiu-se e a rainha, que se encontrava em San Sebastián, marchou para o exílio na França. 
A revolução acabou com o regime de governo que havia até o momento, mas então apareceram diferentes formas de pensar entre os revolucionários e uma disputa por impor o seu próprio modelo de Estado. Ao final impuseram-se Prim e os seus, do setor progressista, aos quais se uniram os unionistas, com Serrano à frente, que foi nomeado chefe do governo provisório enquanto as Cortes constituintes eram formadas. O general Serrano, além disso, dissolveu as Juntas e desarmou a Milícia para evitar problemas.

## O governo provisório
Militares e assinantes do Pacto de Ostende formaram um governo provisório. Depressa se encarregou de dissolver a Milícia Nacional e as Juntas revolucionárias. Na sua composição, Serrano (unionista) assumiu a presidência do governo, e Prim (progressista) o ministério da guerra, ficando fora os democratas.
A convocatória a Cortes Constituintes fez-se, pela primeira vez, mediante eleições por sufrágio universal masculino (maiores de 25 anos). Votou 70% do censo. A composição política do Parlamento ficou da seguinte maneira: progressistas (159); democratas (20); unionistas (69); republicanos federais (69); republicanos unitários (2); carlistas (18); isabelinos ou liberais moderados (14) que elaborariam a Constituição espanhola de 1869.

### O republicanismo
A novidade mais importante é a aparição na vida parlamentar do republicanismo. A ideologia republicana deriva do liberalismo democrata, é dizer, a sua raiz filosófica é liberal. Defende umas ideias liberais avançadas e diferençam-se dos outros grupos liberais no modelo de Estado. As idéias republicanas de raiz liberal são o sufrágio universal, a necessidade de reformas sociais e econômicas profundas em benefício das classes populares. Ademais os poderes públicos têm de assumir o caráter de Estado protetor das classes sociais desfavorecidas.
Nas relações com a Igreja os republicanos defendem um Estado laico, não confessional, no qual Igreja e Estado ficam separados. Com frequência, a não confessionalidade aparece acompanhada por anticlericalismo, porque os republicanos acusam a Igreja de ser um obstáculo para a liberdade, a modernização e o progresso da sociedade espanhola, pois junto com a aristocracia possuíam a maior parte da terra.
Entre os partidários de um modelo de organização política baseado na república, existiam duas tendências. Por um lado, os unitários, cujo conceito da Espanha é uma administração unitária ou centralista. Liderados por Castelar, são um pouco mais conservadores nas ideias políticas e sociais. E por outra, os federais concebem Espanha como uma federação pactista de Estados regionais históricos. Pela sua vez, dividem-se em benévolos e intransigentes. Os benévolos, seguidores de Pi y Margall, aceitam a legalidade e opõem-se à insurreição armada. Os intransigentes são partidários da violência e a insurreição para conseguir o Estado Federal. Seu líder foi José María de Orense.
As bases sociais republicanas encontram-se na pequena burguesia, as classes populares urbanas (artesãos, assalariados) e parte do movimento operário e camponês antes de ser atraído pelas ideias e organizações anarquistas e socialistas.

### As colônias e a escravidão
Um dos temas abordados pelas Cortes foi a abolição da escravidão, que se limitara por enquanto à liberdade de ventres (Lei Moret de 4 de julho de 1870, chamada assim por Segismundo Moret, ministro de Ultramar e posteriormente de Fazenda). A supressão total houve de aguardar vários anos mais, (1873 para Porto Rico, e 1886 para Cuba). Em ambas as colônias simultaneamente à Revolução Gloriosa da metrópole ocorreram as sublevações independentistas chamadas Grito de Lares (em Porto Rico, de breve duração) e Grito de Yara (que conduziu à Guerra dos Dez Anos cubana). A forma de gerir ambos os assuntos (colonial e escravista) proporcionou importantes argumentos para a oposição aos governos do sexênio.

### A procura de um novo rei

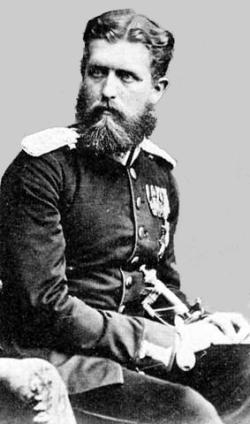
Leopoldo de Hohenzollern Sigmaringen

O triunfo nas eleições dos partidos que defendiam a monarquia como forma de governo, tal e qual fora recolhida na Constituição de 1869, obrigou o novo governo a encontrar um novo rei para a Espanha. Enquanto isso, aplicando a constituição, Serrano assumirá a Regência.
Houve diversos e variados candidatos, como o português Fernando de Saxe-Coburgo-Gotha, que recusou o oferecimento; Antônio de Orleans, duque de Montpensier, casado com a infanta Luísa Fernanda, irmã de Isabel II e filho do rei francês Luís Filipe de Orleans, cuja candidatura não prosperou ao matar num duelo o infante Enrique de Bourbon, irmão do esposo de Isabel II. O alemão Leopoldo de Hohenzollern Sigmaringen (ao que os espanhóis chamavam: Ole, ole se me eligem), contava com o valioso apoio do chanceler Otto von Bismarck. Porém, foi vetado Napoleão III, temendo que França ficara entre duas monarquias Hohenzollern. No meio deste confronto foi apresentado o "Telegrama de Ems", que desencadeou a Guerra Franco-prussiana de 1870. O futuro Afonso XII não foi aceite por Prim devido à nefasta lembrança do reinado do último Bourbon, sua mãe Isabel II. 
A 16 de Novembro de 1870 teve lugar a votação para a escolha do novo Rei nas Cortes, em sessão presidida por Manuel Ruiz Zorrilla, que produziu o seguinte resultado:
| Candidatura            | Votos |
| ---------------------- | ----- |
| Amadeu de Sabóia       | 191   |
| República Federal      | 60    |
| Duque de Montpensier   | 27    |
| Baldomero Espartero    | 8     |
| Afonso de Bourbon      | 2     |
| República Unitária     | 2     |
| República              | 1     |
| Duquesa de Montpensier | 1     |
| Em branco              | 19    |

O número de participantes foi de 334, pelo qual o eleito, que contou com o apoio de Prim, foi Amadeu de Sabóia, duque de Aosta, filho do rei italiano Vítor Manuel II. Tinha a seu favor ser filho do artífice da unificação italiana, baseada numa monarquia constitucional. Foi aceite pelas Cortes a 30 de Novembro de 1870 e proclamado rei a 2 de janeiro de 1871 após jurar frente do Parlamento.

## A monarquia constitucional de Amadeu I (1871-1873)

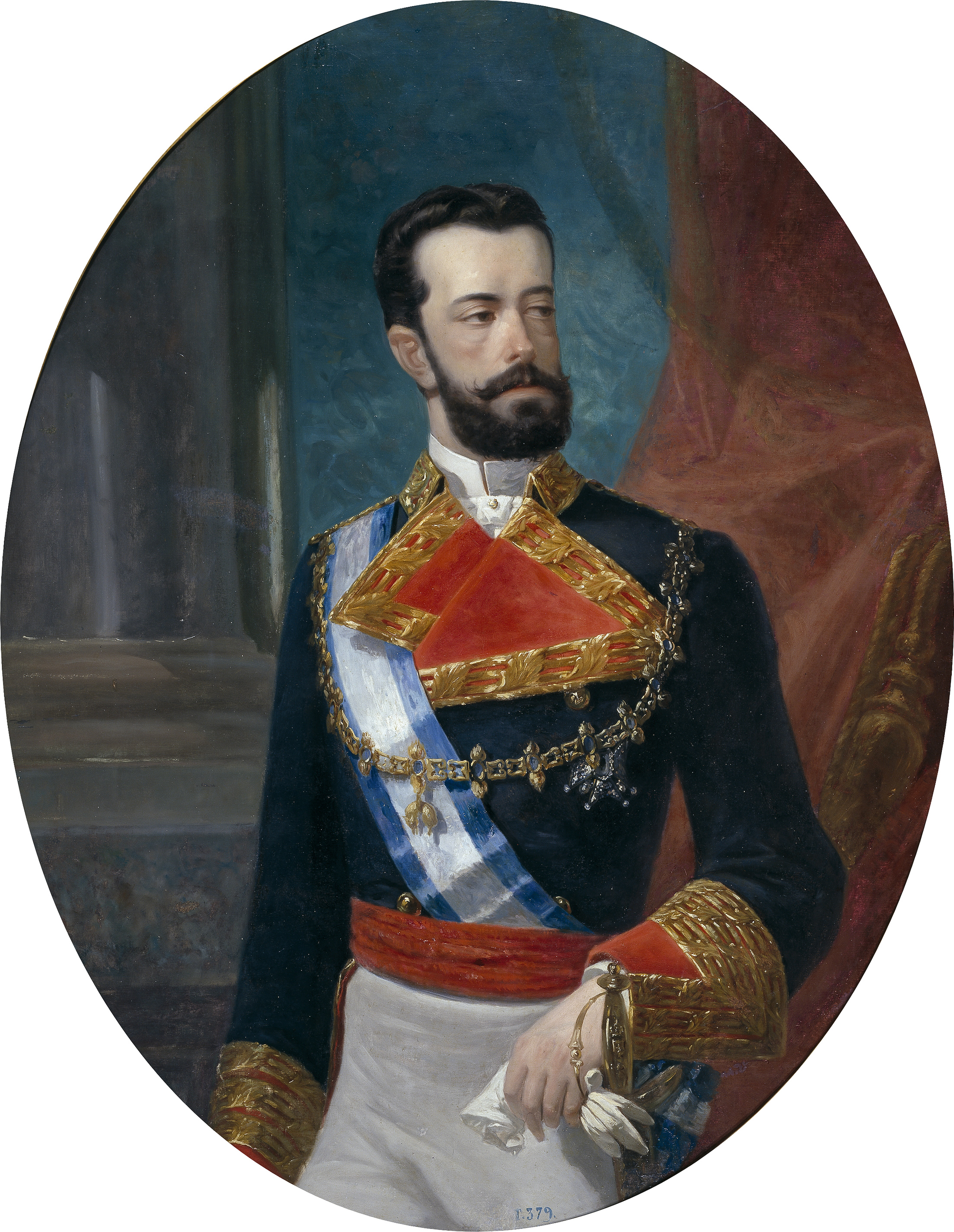
Amadeu I da Espanha

Amadeu I ocupou o trono desde janeiro de 1871 até fevereiro de 1873, dois escassos anos nos quais teve de enfrentar-se com graves dificuldades desde o momento da sua coroação. Poucos dias antes da sua chegada, o seu principal valedor, Prim, fora assassinado por um anarquista; com este assassinato o novo governo da Espanha perdia a pessoa que de fato estava mediando entre as diferentes forças políticas.
A instabilidade política e as dissensões entre os partidos dos governantes manifestaram-se nas três eleições gerais e os seis governos diferentes que houve durante este breve reinado. Além disso, existia uma oposição ao regime por parte dos carlistas, quem se levantaram em armas em 1872, os afonsinos, dirigidos por Cánovas del Castillo e partidários de que o filho de Isabel II, Afonso, fosse o rei. Também os republicanos, contrários a toda a forma de monarquia, protagonizaram várias insurreições armadas em Andaluzia e Catalunha nas quais se misturaram reivindicações populares como o reparto de terras, a abolição das quintas e dos impostos de consumos, manifestando a falta de apoio entre o povo, que não aceitou o novo monarca.
Ante esta situação, Amadeu I abdica e as Cortes, numa reunião não prevista na Constituição de 1869, proclamam a primeira República a 11 de fevereiro de 1873.

## A Primeira República Espanhola (1873-1874)

### República Federal (1873)
A república nasce sem apoio social nem político. Os partidos republicanos apenas têm seguidores nem simpatizantes. As classes populares começam a inclinar-se pelos movimentos operários. Os poderes fáticos (Igreja, exército, banqueiros, grandes empresários) eram contrários à República e às suas ideias sociais avançadas.
O primeiro presidente foi Estanislao Figueras e após a vitória republicana nas eleições, a maioria federalista entregou o poder a Francisco Pi y Margall, principal teórico do federalismo republicano, cujos princípios foram refletidos no projeto de Constituição federal de 1873. Estabelecia a separação entre Igreja e Estado e um modelo da Espanha a partir de uma federação de 15 (ou 17 com Cuba e Porto Rico) Estados federais: Andaluzia Alta, Andaluzia Baixa, Aragão, Astúrias, Baleares, Canárias, Castela a Nova, Castela a Velha, Catalunha, Estremadura, Galiza, Múrcia, Navarra, Valência, Regiões Vascongadas. Mais tarde incorporar-se-iam as Filipinas, Fernando Poo, Ano Bom, ilha de Corisco e outros estabelecimentos da África.
Espanha vivia numa situação de conflito social e político. As tensões sociais estouraram em forma de greves operárias e ocupação de terras pelos camponeses e o fenômeno do cantonalismo. Além disso, dois conflitos militares dificultavam a convivência pacífica: a insurreição de Cuba de 1868 e a terceira guerra carlista de 1872.
- O cantonalismo. A queda de Pi y Margall, substituído por Nicolás Salmerón na Presidência da República, deu uma virada conservadora ao regime. Numerosas populações declararam-se república ou cantão independente em Valência, Múrcia e Andaluzia (destacam-se Alcoi e Cartagena). Houve cantões nas cidades de Castelló de la Plana, Valência, Alcoi, Alicante, Torrevieja, Almansa, Cartagena, Granada, Málaga, Bailén, Andújar, Xaém, Sevilha, Cádiz, Tarifa, Algeciras e Salamanca. Muitos declararam a guerra ao Estado central, e ocasionalmente, entre si (Granada contra Xaém). Estas insurreições aglutinaram artesãos, tendeiros e assalariados dirigidos por republicanos intransigentes. Foram sufocadas com dureza pelo governo central. O cantão de Cartagena resistiu até a 12 de janeiro de 1874, devido ao caráter de fortificação militar e base naval, bem como à adesão das tripulações dos melhores barcos da armada.

Salmerón demitiu quando se negou a assinar duas condenas à morte ditadas para reios culpáveis da insurreição cantonal. As Cortes escolheram Castelar no seu lugar, e outorgaram-lhe poderes extraordinários visando solucionar as graves crises políticas e militares que sacudiam Espanha. Castelar suspendeu as garantias constitucionais e governou por decreto.
- A Guerra dos Dez Anos (1868-1878) com o Grito de Yara. Os crioulos passaram das petições de autonomia aos desejos de independência. Os fazendeiros cubanos, com o apoio dos Estados Unidos, não aceitavam quer o regime político que se impôs na Espanha com a revolução de 1868 quer a abolição da escravidão. No seio do movimento independentista houve um confronto entre os ricos donos das plantações e o restante dos cubanos, partidários do fim do regime escravista.

- A Terceira Guerra Carlista (1872-1876), que estourara meses antes de proclamar-se a República, recrudesceu-se. O pretendente Carlos VII, neto de Carlos Maria Isidro (V, na sucessão carlista), mobilizou cerca de 45 000 homens armados. Devolveu os foros catalães, aragoneses e valencianos (16 de junho de 1872) suprimidos por Filipe V e criou um governo em Estella, embrião de um Estado carlista com Municípios e Deputações, organizados segundo o regime foral, impulsionadores das línguas locais e as instituições tradicionais anteriores a 1700. A insurreição teve sucesso na Catalunha, Navarra, País Basco e pontos isolados do restante da Espanha. As tropas carlistas controlaram as zonas rurais, mas não as cidades; o estado carlista precisava ocupar uma cidade importante para criar um estado forte. O exército carlista sitiou a cidade de Bilbau, mas esta resistiu até a chegada das tropas afonsinas. A derrota carlista ocorreu em 1876, uma vez que se superaram as dificuldades do período revolucionário e foi restaurada uma monarquia liberal de Afonso XII. O novo regime afonsino armou um exército de 150 000 homens para se enfrentar com cerca de 33 000 voluntários carlistas mal armados e organizados. As vitórias afonsinas sucederam-se até a queda final de Montejurra e a tomada de Estella a 16 de fevereiro de 1876 pelas tropas dirigidas pelo general Primo de Rivera. O pretendente Carlos VII retirou-se para a França e pôs fim à guerra carlista. As consequências da derrota carlista centrariam-se na supressão dos fueros bascos (1876), criando o caldo de cultivo do qual nasceria pouco depois outro movimento político, o nacionalismo basco.

### República presidencialista (3 de janeiro – 29 de dezembro 1874)
Os poderes extraordinários de Castelar concluíam em janeiro de 1874. A maioria parlamentar, dirigida por Pi y Margall, estava disposta a substituir a Castelar e retornar aos princípios federais. Contudo, a burguesia industrial e financeira confiaram ao exército a imposição de um regime de ordem. A 3 de Janeiro, o general Pavía, capitão-general de Madrid, deu um golpe de Estado. Ao mando de um grupo da Guardia Civil ocupou o Parlamento e dissolveu as Cortes. O governo e a presidência da República ficaram nas mãos do general Serrano.
O novo presidente dispôs-se a restabelecer a ordem pública: suspendeu a Constituição de 1869, proibiu a Internacional operária, limitou o direito de associação, cerrou diversos clubes (lugares de reunião política) e imprensa republicana.
Nesta conjuntura, Cánovas del Castillo prepara a restauração bourbônica. Consegue a abdicação de Isabel II no seu filho, Afonso, e faz conhecer o chamado Manifesto de Sandhurst, no qual Afonso promete um regime constitucional para a Espanha.

### Restauração bourbônica: 29 de dezembro de 1874
Os acontecimentos precipitam-se. Um pronunciamento militar do general Martínez Campos em Sagunto proclama Afonso XII como rei da Espanha a 29 de dezembro de 1874, o qual representa a Restauração Bourbônica na Espanha.